# Szumátrai köpködőkobra
A szumátrai köpködőkobra (Naja sumatrana) a mérgessiklófélék családjába tartozó, Délkelet-Ázsiában honos kobrafaj. 

## Megjelenése

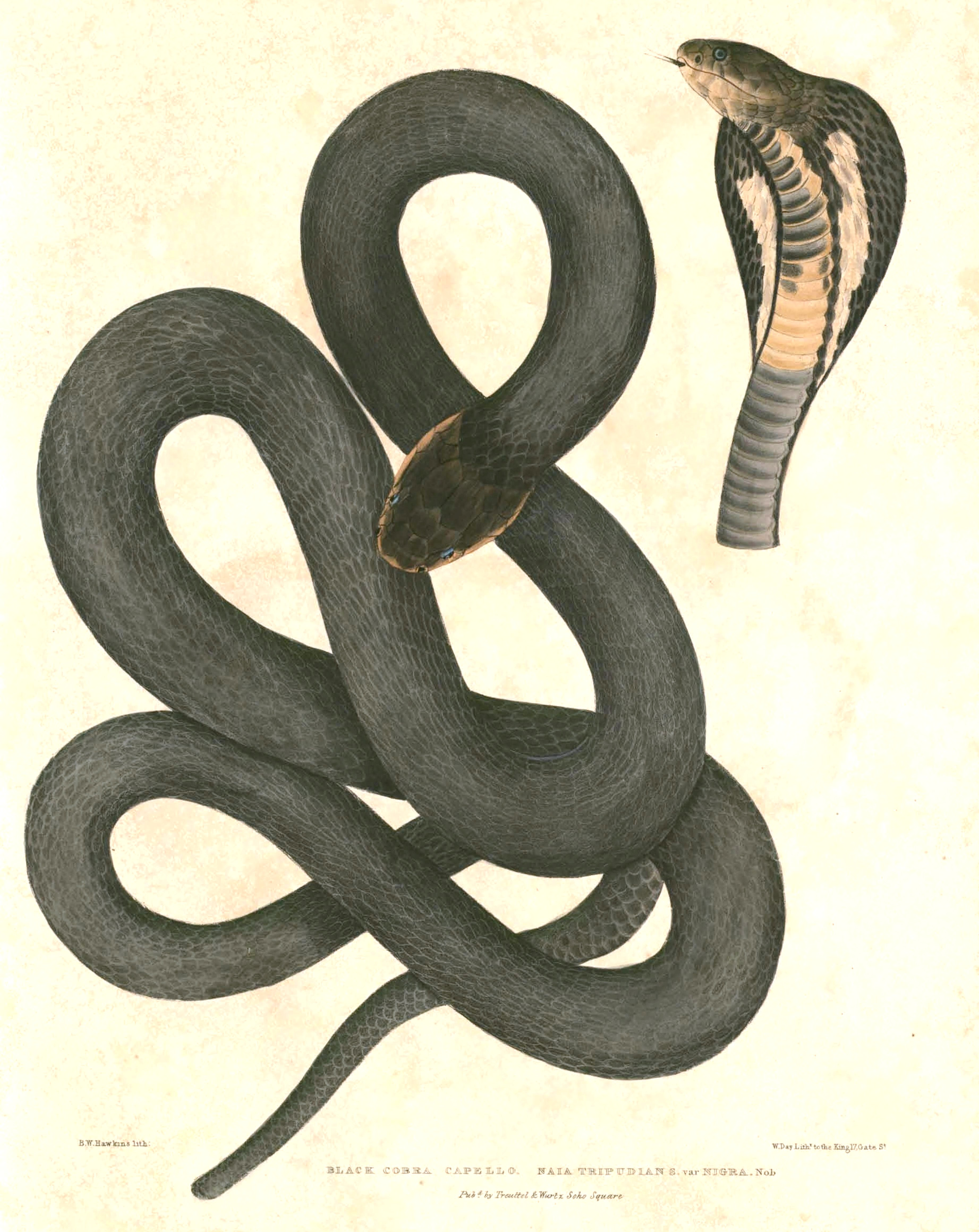
Szumátrai köpködőkobra egy 1833-as zoológiakönyvben

A szumátrai köpködőkobra közepes méretű kobrafaj, hossza általában 90-120-, ritkán 150 cm. Törzse vaskos, erőteljes, felülről lapított. Rokonaihoz hasonlóan ha fenyegetve érzi magát, első bordáit széles csuklyává képes kifeszíteni. Feje ovális, lapos, a nyaktól csak kissé különül el. Orra lekerekített, orrlyukai nagyok. Szemei közepesen nagyok, pupillája kerek.
Csuklyája hátoldalán nem visel mintázatot. Élőhelyétől függően több színváltozata is létezik. A Maláj-félsziget déli részén élő kobrák kékesfeketék. A fiatal példányok torka világosabb, egy vagy több pár torokfolt is megfigyelhető a csuklya két oldalán. A felnőtt kobrák torokrésze is fekete. Egyes fiatal kobrákon fehér keresztcsíkozás látható. A félsziget északi részén egész testük világosbarna vagy sárgás színezetű, a torokmintázat hiányozhat.
Szumátrán világostól sötétbarnáig színezettek, néha feketék. Egyes példányokon kb. tucatnyi világos keresztcsík figyelhető meg.
Borneón, Palawanon és a Calamian-szigeteken a felnőtt példányok teljesen feketék, a fejük és az utána következő 2-3 hasi pikkely kivételével, amelyek viszont sárgásbarnák. A fiatalok szintén feketék, de testüket előrefelé mutató, ék alakú fehér keresztcsíkok ékesítik. 

## Elterjedése
Dél-Thaiföldön, Malajzia Maláj-félszigetre eső részén, Szumátrán (Indonézia), Borneón (Indonézia, Malajzia, Brunei) és a Fülöp-szigetek Iwahig, Palawan és Calamian-szigeteken honos 1500 m tengerszint fölötti magasságig. Elterjedési területének nagy részén nem gyakori, de a Maláj-félsziget olajpálma-ültetvényein kimondottan gyakran előfordul.

## Életmódja
Elsősorban erdei faj, de előfordul bozótosokban, kertekben, parkokban, rizsföldeken, ültetvényeken és a települések környezetében is.
Többnyire nappal aktív, és egerekkel, patkányokkal, gyíkokkal, békákkal táplálkozik.
Az embert lehetőség szerint kerüli, nem agresszív kígyó, de ha fenyegetve érzi magát felemeli teste elülső részét, szétfeszíti csuklyáját és hangosan sziszeg. Ha háborgatója nem hátrál, megpróbálja mérgét a szemébe lövellni, utána pedig megmarni. Marása az emberre is halálos lehet.
Tojásokkal szaporodik, egy fészekaljba a nőstények 6-23 tojást raknak.
A Fülöp-szigeteken a helyi lakosság étkezési és kereskedelmi céllal gyűjti, de elterjedési területének más részein nincs veszélyben és állománya növekedőben van, azért a Természetvédelmi Világszövetség Vörös listáján nem veszélyeztetett státuszt kapott. 

## Mérge
A szumátrai köpködőkobra mérge elsősorban posztszinaptikus neurotoxinokat tartalmaz, amelyek megbénítják az áldozatát. Marása az emberre is halálos lehet. A kígyómarás tünetei a harapás helyén: lokális fájdalom, duzzanat, bevérzés, felhólyagosodás, pár napos távlatban szövetelhalás. Szisztémásan fejfájás, hányinger, hányás, hasi fájdalom, szédülés, izomrángás majd közepes vagy súlyos izomernyedtséggel járó bénulás jelentkezik. Súlyos esetben leállnak a légzőizmok és beáll a halál. Időben beadott ellenszérummal jól kezelhető.